# 庫里亞環礁

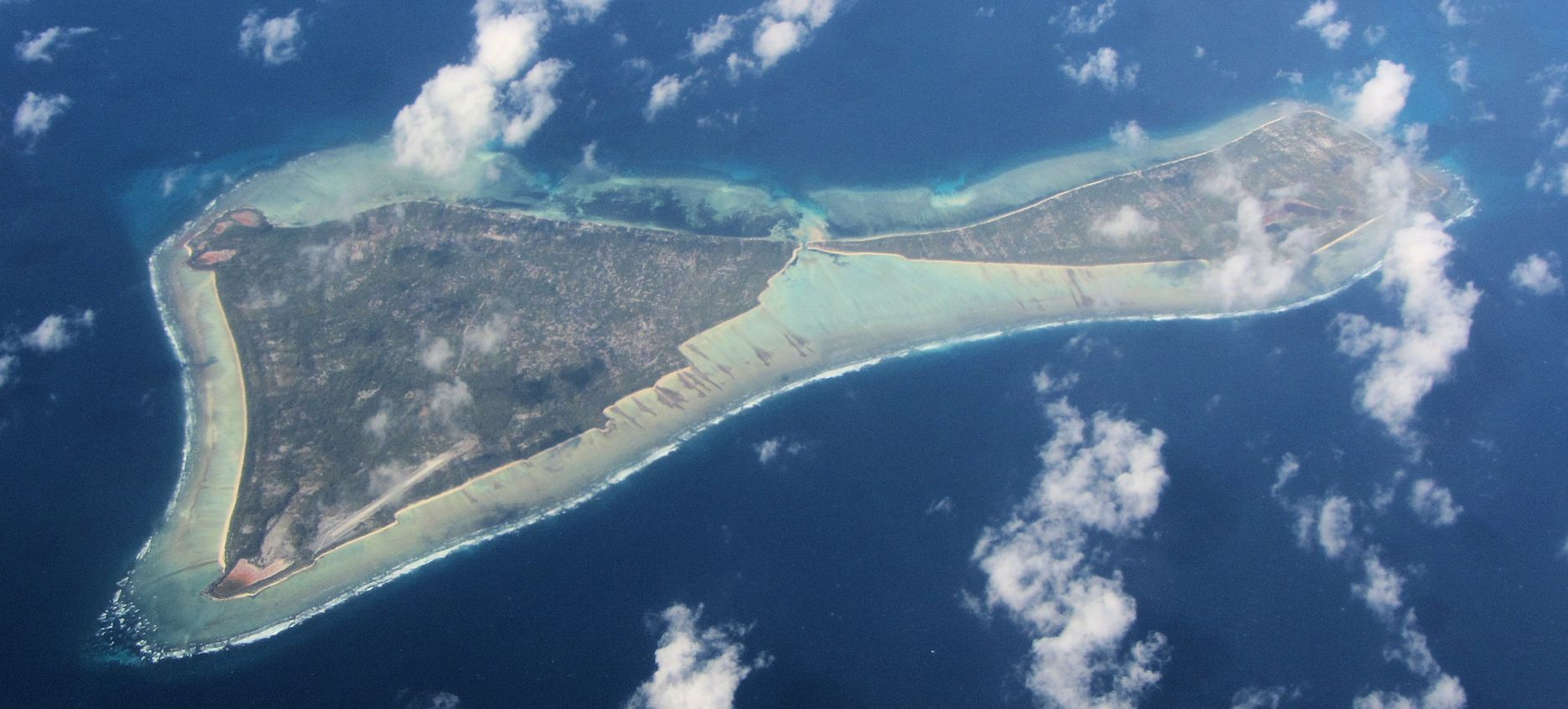
俯瞰圖

庫里亞環礁（Kuria）是吉尔伯特群岛的一個環礁，由兩個島嶼組成，屬於吉里巴斯。構成庫里亞環礁的兩座島嶼之間有一條寬20公尺的海峽。2015年，庫里亞環礁有人口1,046人。